# Cotabato do Sul
Cotabato do Sul é um província de  primeira classe de renda da província (d) na região Soccsksargen (Região XII), nas Filipinas. De acordo com o censo de 1 de maio  de  2020 possui uma população de 975 476 pessoas e 244 987 domicílios.
A sua capital é Koronadal.

## Subdivisões
Municípios
- Banga
- Lake Sebu
- Norala
- Polomolok
- Santo Niño
- Surallah
- Tampakan
- Tantangan
- T'boli
- Tupi

Cidades
- General Santos  (Independente administrativamente da província mas agrupada sob Cotabato do Sul pela Autoridade Filipina de Estatísticas.)